# مطار أوستن برغستروم الدولي
مطار أوستن برغستروم الدولي (بالإنجليزية: Austin–Bergstrom International Airport)(إياتا: AUS، إيكاو: KAUS، معرف الموقع إف إيه إيه: AUS، سابقا BSM) هو مطار دولي في أوستن، تكساس، الولايات المتحدة، يخدم منطقة أوستن الكبرى. يقع المطار على بعد حوالي 5 أميال (8 كم) جنوب شرق وسط مدينة أوستن هو مبنى على مساحة 4242 فدانًا (1717 هكتارًا) وله مدرجان وثلاثة مهابط لطائرات الهليكوبتر.
يقع المطار في موقع قاعدة بيرجستروم الجوية التي سميت على اسم الكابتن جون أوغست إيرل بيرجستروم، وهو ضابط كان أول من قتل في الحرب العالمية الثانية من أوستن. خرجت راج القاعدة من الخدمة في أوائل التسعينيات، وعادت الأرض إلى المدينة، والتي استخدمتها لباء مطار جديد مكان مطار روبرت مولر المحلي في عام 1999. المطار هو ثالث أكثر المطارات ازدحامًا في تكساس، بالإضافة إلى أنه المطار السابع والعشرون الأكثر ازدحامًا في الولايات المتحدة من حيث حركة الركاب.

## مبان ركاب

### مبنى ركاب باربرا جوردن
بنيت في عام 1999 في موقع قاعدة جوية برغستروم بعد القاعدة الجوية أخرجت من الخدمة، في المبنى الركاب يوجد 25 بوابات.

### المبنى الركاب الجنوبية
المنبى الركاب الجنوبية التشغيل بدأت في 1 مايو، 2009 من أجل استيعاب ڤيڤا أيروبوس، شركة طيران منخفضة التكلفة يستند في مكسيكو. عندما ڤيڤا أيروبوس انسحبت من أوستن، المبنى الركاب الجنوبية أوقفت التشغيل، ولكن اعتبارا من يونيو 2015، هيئة المطار تتفاوض مع اثنين من شركات الطيران من أجل إعادة فتح المبنى الركاب الجنوبية.

## شركات الطيران والوجهات

### الركاب
| شركـات طيـران                   | الوجهات | Refs   |
| ------------------------------- | --- | ------ |
| Aeroméxico Connect              | مطار بينيتو خواريز الدولي | [ 4 ]  |
| طيران كندا                      | مطار مونتريال الدولي (تبدأ في 2 مايو 2024)، مطار تورونتو بيرسون الدولي موسمي: مطار فانكوفر الدولي | [ 6 ]  |
| خطوط آلاسكا الجوية              | مطار بورتلاند الدولي، مطار سان دييغو الدولي، مطار سان فرانسيسكو الدولي، مطار سان خوسيه الدولي، مطار سياتل تاكوما الدولي موسمي: Boise | [ 7 ]  |
| أليجانت للطيران                 | Asheville، Cincinnati، Des Moines ‏، Grand Rapids ‏، مطار إنديانابوليس الدولي، Knoxville، مطار هاري ريد الدولي، Louisville، Orange County ‏، مطار اورلاندو سانفورد الدولي، Provo، Sarasota، Sioux Falls ‏، مطار واشنطن دولس الدولي موسمي: Bozeman، Omaha، مطار بيتسبرغ الدولي ‏ | [ 8 ]  |
| الخطوط الجوية الأمريكية         | مطار لوجان الدولي، Cancún، مطار شارلوت دوغلاس الدولي، مطار أوهير الدولي، مطار دالاس فورت ورث الدولي، مطار جاكسونفيل الدولي، مطار هاري ريد الدولي، مطار لوس أنجلوس الدولي، مطار ميامي الدولي، مطار جون إف كينيدي الدولي، Orange County ‏، مطار أورلاندو الدولي، مطار فيلادلفيا الدولي، مطار فينيكس سكاي هاربر الدولي، Puerto Vallarta ‏، Punta Cana ‏، San José del Cabo ‏، مطار تامبا الدولي موسمي: Liberia (CR) ‏ | [ 9 ]  |
| إمريكان إيغل                    | Albuquerque، مطار أوهير الدولي، Cincinnati، Cozumel، El Paso ‏، مطار إنديانابوليس الدولي، Kansas City ‏، مطار ممفيس الدولي، مطار ميامي الدولي، مطار ناشفيل الدولي، مطار نيو اورليانز لويس أرمسترونغ الدولي، Oklahoma City ‏، Raleigh/Durham، مطار رينو تاهو الدولي، Sacramento، مطار واشنطن دولس الدولي موسمي: Aspen، Bozeman، Destin/Fort Walton Beach ‏، Eagle/Vail، Fort Myers ‏، مطار سانجستر الدولي، Nassau، Palm Springs ‏، Santa Fe ‏، Tulsa | [ 9 ]  |
| الخطوط الجوية البريطانية        | مطار لندن هيثرو | [ 11 ] |
| خطوط كوبا الجوية                | مطار توكومين الدولي | [ 12 ] |
| خطوط دلتا الجوية                | مطار هارتسفيلد جاكسون، مطار لوجان الدولي، مطار ديترويت، مطار هاري ريد الدولي، مطار لوس أنجلوس الدولي، مطار منيابولس-سنت بول الدولي، مطار جون إف كينيدي الدولي، مطار أورلاندو الدولي، مطار سولت ليك سيتي الدولي، مطار سياتل تاكوما الدولي | [ 13 ] |
| Delta Connection                | Cincinnati، Raleigh/Durham | [ 13 ] |
| خطوط فرونتير الجوية             | مطار دنفر الدولي، مطار هاري ريد الدولي (تنتهي في 13 نوفمبر 2023) | [ 15 ] |
| خطوط هاواي الجوية               | مطار هونولولو الدولي | [ 16 ] |
| خطوط جيت بلو الجوية             | مطار لوجان الدولي، Fort Lauderdale ‏، مطار جون إف كينيدي الدولي | [ 17 ] |
| JSX                             | موسمي: Taos | [ 18 ] |
| الخطوط الجوية الملكية الهولندية | مطار سخيبول أمستردام | [ 19 ] |
| لوفتهانزا                       | مطار فرانكفورت | [ 20 ] |
| خطوط ساوث ويست الجوية           | Albuquerque، Amarillo، مطار هارتسفيلد جاكسون، مطار بالتيمور واشنطن الدولي، Burbank، مطار ميدواي الدولي، مطار أوهير الدولي، Columbus–Glenn، Dallas–Love، مطار دنفر الدولي، El Paso ‏، Fort Lauderdale ‏، Harlingen، Houston–Hobby، مطار إنديانابوليس الدولي، Kansas City ‏، مطار هاري ريد الدولي، Long Beach ‏، مطار لوس أنجلوس الدولي، Lubbock، مطار ميامي الدولي، Midland/Odessa، مطار منيابولس-سنت بول الدولي، مطار ناشفيل الدولي، مطار نيو اورليانز لويس أرمسترونغ الدولي، مطار أوكلاند الدولي (الولايات المتحدة)، Oklahoma City ‏، Ontario، Orange County ‏، مطار أورلاندو الدولي، مطار فينيكس سكاي هاربر الدولي، مطار بيتسبرغ الدولي ‏، Raleigh/Durham، Sacramento، مطار سولت ليك سيتي الدولي، مطار سان دييغو الدولي، مطار سان خوسيه الدولي، San José del Cabo ‏، مطار سانت لويس الدولي، مطار تامبا الدولي، Tulsa، مطار رونالد ريغان الوطني موسمي: Cancún، Charleston (SC) ‏، Cozumel، Destin/Fort Walton Beach ‏، مطار جاكسونفيل الدولي، Montrose (تستأنف في 9 مارس 2024)، Panama City (FL) ‏، Pensacola، Puerto Vallarta ‏، مطار لويس مارين مونيوز (تبدأ في 9 مارس 2024) | [ 25 ] |
| خطوط سبيريت الجوية              | مطار بالتيمور واشنطن الدولي، Cancún، مطار ديترويت، Fort Lauderdale ‏، مطار هاري ريد الدولي، مطار لوس أنجلوس الدولي، مطار نيوآرك ليبرتي الدولي، مطار أورلاندو الدولي موسمي: Sacramento | [ 26 ] |
| خطوط بلاد الشمس الجوية          | موسمي: مطار منيابولس-سنت بول الدولي | [ 27 ] |
| الخطوط الجوية المتحدة           | مطار أوهير الدولي، مطار دنفر الدولي، مطار جورج بوش الدولي، مطار لوس أنجلوس الدولي، مطار نيوآرك ليبرتي الدولي، مطار سان فرانسيسكو الدولي، مطار واشنطن دولس الدولي | [ 28 ] |
| United Express                  | مطار أوهير الدولي، مطار دنفر الدولي، مطار جورج بوش الدولي، مطار لوس أنجلوس الدولي، مطار سان فرانسيسكو الدولي، مطار واشنطن دولس الدولي | [ 28 ] |
| خطوط فيرجن أتلانتيك الجوية      | مطار لندن هيثرو (تنتهي في 7 يناير 2024) | [ 30 ] |
| Viva Aerobus                    | Monterrey (تستأنف في 22 مارس 2024) | [ 31 ] |
| WestJet                         | موسمي: مطار كالغاري الدولي | [ 32 ] |

### الشحن
| شركـات طيـران        | الوجهات                                                                                           | Refs   |
| -------------------- | ------------------------------------------------------------------------------------------------- | ------ |
| دي إتش إل للطيران    | Cincinnati، Tulsa، مطار ممفيس الدولي                                                              | [ 33 ] |
| فيديكس إكسبرس        | Brownwood، El Paso ‏، Fort Worth/Alliance ‏، مطار لوس أنجلوس الدولي، مطار ممفيس الدولي، San Angelo ‏ |        |
| خطوط يو بي إس الجوية | مطار دالاس فورت ورث الدولي، مطار جورج بوش الدولي، Louisville                                      |        |

## الإحصائيات

### أهم الوجهات
| الرتبة | المدينة                       | الركاب  | الناقلون                                                  |
| ------ | ----------------------------- | ------- | --------------------------------------------------------- |
| 1      | مطار دالاس فورت ورث الدولي    | 543,000 | الأمريكية                                                 |
| 2      | مطار هارتسفيلد جاكسون         | 535,000 | دلتا، ساوث ويست                                           |
| 3      | مطار لوس أنجلوس الدولي        | 534,000 | الأمريكية، دلتا، ساوث ويست، سبيريت، المتحدة               |
| 4      | مطار دنفر الدولي              | 525,000 | فرونتير، ساوث ويست، المتحدة                               |
| 5      | مطار هاري ريد الدولي          | 426,000 | أليجانت، الأمريكية، فرونتير، جي إف إكس، ساوث ويست، سبيريت |
| 6      | مطار أورلاندو الدولي          | 385,000 | الأمريكية، فرونتير، ساوث ويست، سبيريت                     |
| 7      | مطار أوهير الدولي             | 370,000 | الأمريكية، ساوث ويست، المتحدة                             |
| 8      | مطار فينيكس سكاي هاربر الدولي | 362,000 | الأمريكية، ساوث ويست                                      |
| 9      | مطار جون إف كينيدي الدولي     | 318,000 | الأمريكية، دلتا، جيت بلو                                  |
| 10     | مطار جورج بوش الدولي          | 278,000 | المتحدة                                                   |

| الرتبة | المطار                          | الركاب  | الناقل                                            |
| ------ | ------------------------------- | ------- | ------------------------------------------------- |
| 1      | Cancún، Mexico                  | 239,780 | الأمريكية، جيت بلو، ساوث ويست، سبيريت، بلاد الشمس |
| 2      | مطار لندن هيثرو                 | 174,928 | الخطوط الجوية الريطانية، فيرجن أتلانتك            |
| 3      | San José del Cabo، Mexico ‏      | 98,805  | الأمريكية، ساوث ويست                              |
| 4      | مطار بينيتو خواريز الدولي       | 59,631  | المكسيكية                                         |
| 5      | مطار تورونتو بيرسون الدولي      | 57,236  | طيران كندا                                        |
| 6      | مطار سخيبول أمستردام            | 52,917  | الهولندية                                         |
| 7      | مطار فرانكفورت                  | 48,237  | لوفتهانزا                                         |
| 8      | Puerto Vallarta، Mexico ‏        | 40,781  | الأمريكية، ساوث ويست                              |
| 9      | Punta Cana، Dominican Republic ‏ | 34,875  | الأمريكية                                         |
| 10     | Liberia، Costa Rica ‏            | 34,801  | الأمريكية                                         |

### أكبر الشركات
| الرتبة | الناقل                  | الركاب    | النسبة |
| ------ | ----------------------- | --------- | ------ |
| 1      | خطوط ساوث ويست الجوية   | 7,775,000 | 39.44% |
| 2      | الخطوط الجوية الأمريكية | 4,019,000 | 20.39% |
| 3      | خطوط دلتا الجوية        | 2,305,000 | 11.69% |
| 4      | الخطوط الجوية المتحدة   | 1,197,000 | 10.13% |
| 5      | إنفوي للطيران           | 1,004,000 | 5.08%  |

## وصلات خارجية
- Austin–Bergstrom International Airport، الموقع الرسمي